# Сенча (Брянская область)
Сенча — деревня в Суражском районе Брянской области в составе Овчинского сельского поселения.

## География
Находится в северо-западной части Брянской области на расстоянии приблизительно 15 км на запад-северо-запад от районного центра города Сураж.
Согласно Распоряжения Правительства РФ от 28.03.2023 N 745-р <Об утверждении перечня населенных пунктов, находящихся в границах зон радиоактивного загрязнения вследствие катастрофы на Чернобыльской АЭС> деревня Сенча относится к Зоне с льготным социально-экономическим статусом.

## История
Земли, на которых появились Гудовка и Сенча, с середины XVII века принадлежали мглинским казакам и «стрельцам», являясь их охотничьими угодьями.
В 1710 году «господарь» гетмана И. Скоропадского Иван Даровский захватил казацкие земли и поселил на них слободу Душатин. В 1721 году он скончался, а его вдова Анна Петровна Даровская вышла замуж за генерального подскарбия Василия Андреевича Гудовича, к которому и перешёл Душатин с окрестностями. В дальнейшем, это село с крестьянами и землями унаследовали его сыновья – генерал-майор Андрей Васильевич и генерал-лейтенант Иван Васильевич Гудовичи, а в 1762 году император Петр III своим указом подтвердил их владельческие права. В скором времени Андрей Васильевич Гудович основал на душатинских землях две слободы: Гудовку – на берегу ручья Жёлтый и Сенчу – у одноименного болота.
Упоминалась с середины XVIII века как владение Гудовичей.
В «Описи Новгород-Северского наместничества», составленной в 1779 – 1781 гг., даётся следующая характеристика вышеупомянутых населённых пунктов:
«Слободка Сенча, владения его ж Гудовича, от Кобыленки в 5 верстах. Лежит при болотине, называемой Сенча, на ровном месте; в ней подданных дворов 11, хат 11».
До 1781 входила в Мглинскую сотню Стародубского полка.
В 1808 году Андрей Васильевич Гудович умер, не оставив наследников, а все его владения перешли к брату, графу Ивану Васильевичу Гудовичу. После смерти Ивана Васильевича Гудовича в 1820 году, его собственность унаследовал сын, генерал-майор граф Кирилл Иванович Гудович, а с 1856 года – внук, поручик граф Василий Кириллович Гудович, владевший крестьянами до отмены крепостного права.
1916 год – деревня, Черниговская губерния, Суражский уезд, Душатинская волость.
  1919 год – деревня, Гомельская губерния, Суражский уезд, Душатинская волость, Сенчанский сельсовет.
  1929 год – деревня, Западная область, Клинцовский округ, Суражский район, Сенчанский сельсовет.
  1937 год – деревня, Орловская область, Суражский район, Сенчанский сельсовет.
  1944 год – деревня, Брянская область, Суражский район, Октябрьский сельсовет.
  1970 год – деревня, Брянская область, Суражский район, Душатинский сельсовет (включал в себя на 1 января 1971 года село Душатино, деревни Александровка, Беляны, Грабовка, Гудовка, Лубеньки, Михайловка, Сенча, поселки Верный, Веселый, Высокий, Закленье, Новина, Новоалександровка, Новограбовка, Сосновец).
  Историко-географический справочник "Административно-территориальное деление Брянского края за 1916-1970 годы", С.П. Кизимова, 1972 год.

## Население
К моменту проведения графом П.А. Румянцевым переписи в Малороссии в 1765 году в Сенче – только 4 двора крестьян.
Филимонов Е. С. Румянцевская генеральная опись Суражского уезда 1767 года.
46 человек (1767)
В «Описи Новгород-Северского наместничества», составленной в 1779 – 1781 гг., даётся следующая характеристика вышеупомянутых населённых пунктов:
«Слободка Сенча, владения его ж Гудовича, от Кобыленки в 5 верстах. Лежит при болотине, называемой Сенча, на ровном месте; в ней подданных дворов 11, хат 11».
72 человека (1797),
278 человек (1859), 31 двор,
278 человек (1866),
557 человек (1892), 82 двора,
613 человек (1902),
727 человек (1921),
582 человек (1926),
11 человек (2002),
4 человека (2010), 1 человек (2013), 0 человек (2024).
В настоящее время никто не проживает.
Будет упразднена как фактически не существующая в связи с переселением всех жителей на постоянное место жительства в другие населённые пункты.

## Известные уроженцы и жители
Романенко Михаил Васильевич (08.12.1938 г. деревня Сенча Суражский район Орловской области - 02.01.2021 Москва) - Старший научный сотрудник, профессор Социологический факультет Московского государственного университета имени М. В. Ломоносова.